# Simor József
Simor József (Vízkelet, 1810. február 19. - Nagyszombat, 1892. május 29.) római katolikus pap, német hitszónok.

## Élete
Szülei Simon (?) Ferenc és Krascsenics Antónia voltak.
1827-től bölcseletet és teologiát végzett Nagyszombatban. 1832. szeptember 17-én fölszentelték. Előbb káplánként szolgált Vajkán, majd 1834-től Nagyszombatban. 1838. június 24-én szónokolt Nagyszombat szabad királyi várossá válásának 600. évfordulóján, mely szónoklatát a városi tanács kinyomtattatta. 1856-ban (?) nem sikerült elnyernie a szeredi plébániát.
1856-tól konviktusi tanulmányi felügyelő, 1857-től lelki igazgató, 1859-től papneveldei aligazgatója, majd szentszéki ülnök lett Nagyszombatban. A nagyszombati nyugalmazottak házának aligazgatója is volt. 1863-ban visszavonult.
1875-ben támogatta a nagyszombati bencés gimnázium színháztermének felújítását. A Szent Adalbert papi nyugdíjintézet tagja volt. Apja és ő is oktatta gyerekkorában Vajkay Károlyt a budapesti királyi tábla elnökét. Élete végén elzárkózva élt, 42 ezer forintnyi vagyonát jótékony célokra hagyta.

## Műve
- 1838 Gott allen Dank für die Erhaltung unserer Stadt. Eine Predigt bei Gelegenheit als Tirnau das sechshundertjährige Jubelfest seiner Erhebung zur königlichen Freistadt feierte. Vorgetragen den 24. Juni 1838. in der Stadtpfarrkirche ... Pressburg.